# 望月歩
望月 歩（もちづき あゆむ、2000年9月28日 - ）は、日本の俳優。ヒラタオフィス所属。

## 来歴
2014年3月16日、WOWOW・ドラマW『埋もれる』で俳優デビュー。
2015年3月7日、宮部みゆき原作の映画『ソロモンの偽証 前編・事件 / 後編・裁判』にて中学生・柏木卓也役に抜擢され、映画初出演を果たす。その演技が一躍注目を浴び、本格的に活動を始める。また、同作では監督からの助言で役の年表を作るなど、役作りにも励んだ。同年4月期TBS系火曜ドラマ『マザー・ゲーム〜彼女たちの階級〜』で民放ドラマ・連続ドラマ初出演。
2016年9月11日から10月3日まで新国立劇場中劇場、10月8日から10日までKAAT神奈川芸術劇場、10月14日から23日まで兵庫県立芸術文化センター KOBELCO 大ホールにて行われた舞台『真田十勇士』で舞台初出演。
2019年若手有望株の俳優・女優たちが生徒役として集められ、豪華な顔ぶれが話題となった1月期日本テレビ系日曜ドラマ『3年A組-今から皆さんは、人質です-』に出演。7月20日、映画『五億円のじんせい』で映画初主演。
2020年上半期連続テレビ小説『エール』でNHK朝ドラ初出演。
2021年、『麒麟がくる』でNHK大河ドラマ初出演。同年8月13日、MBS・TBS系ドラマ特区『初情事まであと1時間』第4話で主演を務め、テレビドラマ初主演。
2024年1月11日から21日まで本多劇場にて行われた舞台『鍵泥棒のメソッド→リブート』で舞台初主演。同年3月8日、テレビ東京系木ドラ24『痛ぶる恋の、ようなもの』で連続ドラマ初主演。

## 出演

### 映画
- ソロモンの偽証 前篇・事件/後篇・裁判（2015年3月7日・4月11日） - 柏木卓也 役[1]
- 秘密 THE TOP SECRET（2016年8月6日） - 平井学 役
- 真田十勇士（2016年9月22日） - 真田大助 役
- 疾風ロンド（2016年11月26日） - 高野裕紀 役
- 神さまの轍-CHECKPOINT OF THE LIFE-（2018年3月17日） - 佐々岡勇利 役
- 五億円のじんせい（2019年7月20日） - 主演・高月望来 役[5]
- 向こうの家（2019年10月5日[注 1]） - 主演・森田萩 役
- HOMESTAY（2022年2月11日） - 小林満 役[10]
- 妖怪シェアハウス-白馬の王子様じゃないん怪-（2022年6月17日） - AITO 役[11]
- GONZA（2023年6月30日）
- カムイのうた（2024年1月26日） - 一三四 役[12][13]
- ゲバルトの杜 〜彼は早稲田で死んだ〜（2024年5月25日）[14] - 川口大三郎 役
- ラストマイル（2024年8月23日） - 白井一馬 役
- エリカ（2026年公開予定） - 主演・飯笹辰樹 役[15]

### テレビドラマ
- 埋もれる（2014年3月16日、WOWOW） - 浅尾優人 役
- 461個のありがとう〜愛情弁当が育んだ父と子の絆〜（2015年3月15日、NHK BSプレミアム） - 渡辺登生 役[16]
- マザー・ゲーム〜彼女たちの階級〜（2015年4月14日 - 6月16日、TBS） - 小田寺彬 役
- コウノドリ 第5話（2015年11月13日、TBS） - 元倉亮 役
- 母になる（2017年4月12日 - 6月14日、日本テレビ） -  田中今偉 役
- 池波正太郎時代劇 光と影 第6話（2017年12月12日、BSジャパン） - 鷲見左門 役
- モブサイコ100（2018年1月19日 - 4月6日、テレビ東京） - 影山律 役
- アンナチュラル 第7話（2018年2月23日、TBS） - 白井一馬 役[17]
- サイレント・ヴォイス 行動心理捜査官・楯岡絵麻 第5話（2018年11月3日、BSテレ東） - 東村歩 役[18]
- 遠藤憲一と宮藤官九郎の勉強させていただきます 第4話（2018年12月3日、WOWOW） - 寺坂周平 役
- 3年A組-今から皆さんは、人質です-（2019年1月6日 - 3月10日、日本テレビ） - 瀬尾雄大 役[19]
- サイン-法医学者 柚木貴志の事件- 第4話・第5話（2019年8月8日・15日、テレビ朝日） - 柚木貴史（学生時代）役[20]
- ニッポンノワール-刑事Yの反乱- 最終話（2019年12月15日、日本テレビ） - 瀬尾雄大 役
- コタキ兄弟と四苦八苦 第3話（2020年1月24日、テレビ東京） - 坂井栄太 役[21]
- 鈍色の箱の中で（2020年2月8日 - 3月15日、テレビ朝日） - 庄司悟 役[22]
- 女子高生の無駄づかい 第4話・第5話（2020年2月14日・21日、テレビ朝日） - 高橋（仮）役
- 連続テレビ小説（NHK）
  - エール 第3週 - 最終週（2020年4月13日 - 11月27日） - 松坂寛太 役
  - 虎に翼（2024年7月15日 - ） - 書記官 高瀬雄三郎 役[23][24]
- 家栽の人（2020年5月17日、テレビ朝日） - 立花晃 役[25]
- いとしのニーナ（2020年7月18日 - 9月5日、フジテレビ） - 押川正行 役[26]
- 真夏の少年〜19452020（2020年7月31日 - 9月18日、テレビ朝日） - 瀬名優 役[27]
- 監察医 朝顔 第2シリーズ 第8話 - 最終話（2020年12月21日 - 2021年3月22日、フジテレビ） - 牛島翔真 役[28]
- 夢中さ、きみに。（2021年1月7日 - 2月4日、MBS 他5局） - 山田章太郎 役[29][30]
- 大河ドラマ 麒麟がくる 第40回 - 最終回（2021年1月10日 - 2月7日、NHK） - 細川忠興 役[6]
- DIVE!!（2021年4月15日 - 7月1日、テレビ東京） - 丸山レイジ 役[31]
- 初情事まであと1時間 第4話「姉と妹」（2021年8月13日、MBS） - 主演・芳樹 役[7]
- 消えた初恋（2021年10月9日 - 12月18日、テレビ朝日） - 豊田駿 役[32][33]
- 元彼の遺言状 第3話 - 第8話、第11話（2022年4月25日 - 6月20日、フジテレビ） - 黒丑益也 役[34]
- 17才の帝国（2022年5月7日 - 6月4日、NHK総合） - 林完 役[35]
- 妖怪シェアハウス-帰ってきたん怪- 第5話（2022年5月7日、テレビ朝日） - AITO 役（声の出演）
- 量産型リコシリーズ（テレビ東京） - 高木真司 役
  - 量産型リコ -プラモ女子の人生組み立て記-（2022年7月1日 - 9月2日）[36]
  - 量産型リコ -もう1人のプラモ女子の人生組み立て記-（2023年6月30日 - 9月1日）[37]
  - 量産型リコ -最後のプラモ女子の人生組み立て記- 第3話（2024年7月12日）[38]
- ワンナイト・モーニング 第2話（2022年8月12日、WOWOW）　- 主演・須藤道利 役（伊藤万理華とW主演）[39]
- 5つの歌詩（うた） EPISOD.03（2022年8月4日、スターチャンネルEX / 9月10日、BS10スターチャンネル） - 桜田陽翔 役
- 石子と羽男-そんなコトで訴えます?- 第9話・最終話（2022年9月9日・16日、TBS） - 大庭拓 役[40]
- 早朝始発の殺風景 第1話・第3話・最終話（2022年11月4日・18日・12月9日、WOWOW） - 伊鳥 役[41]
- ホリデイ〜江戸の休日〜（2023年1月6日、テレビ東京） - 主演・鍵山孝平 / 徳川家光 役（葵わかなとダブル主演）[42][43]
- 藤子・F・不二雄 SF短編ドラマ「親子とりかえばや」（2023年4月23日 、NHK BSプレミアム・BS4K） - 亀田佐吉 役[44]
- サブスク彼女（2023年5月8日 - 6月26日、朝日放送テレビ） - コースケ 役[45]
- ノッキンオン・ロックドドア 第1話（2023年7月29日、テレビ朝日） - 四ノ宮竜也 役[46]
- 事件（2023年8月13日 - 9月3日、WOWOW） - 上田宏 役[47]
- 痛ぶる恋の、ようなもの（2024年3月8日 - 29日、テレビ東京） - 主演・根津晴 役[9]
- ケの日のケケケ（2024年3月26日、NHK総合・NHK BSプレミアム4K） - 佐野一輝 役[48][49]
- 老害の人（2024年5月5日 - 6月2日、NHK BS・NHK BSプレミアム4K） - 戸山俊 役[50]
- マイダイアリー（2024年10月20日 - 12月22日、朝日放送テレビ・テレビ朝日） - 和田虎之介 役[51]
- まどか26歳、研修医やってます! 第8話（2025年3月4日、TBS） - 手代木遼太郎 役[52]
- 恋は闇（2025年4月16日 - 6月18日、日本テレビ） - 夏八木唯月 役[53]
- シナントロープ（2025年10月6日〈予定〉 - 、テレビ東京） - 田丸哲也 役[54][55]

### 舞台
- 真田十勇士（2016年9月11日 - 10月3日、新国立劇場中劇場 / 10月8日 - 10月10日、KAAT神奈川芸術劇場 / 10月14日 - 10月23日、兵庫県立芸術文化センター KOBELCO 大ホール） - 真田大助 役[3]
- 鍵泥棒のメソッド→リブート（2024年1月11日 - 21日、本多劇場） - 主演・桜井武史 役[8][56]

### バラエティ番組
- TERRACE HOUSE BOYS & GIRLS IN THE CITY（2015年9月 - 2016年1月、Netflix） - スタジオメンバー[57]

### オーディオドラマ
- 最期の花火（2023年9月15日配信、NUMA） - 山辺勇哉 役[58]
- 青春アドベンチャー　死にたがりの君に贈る物語（2024年1月8日 - 19日、NHK-FM） [59]

### ウェブ配信
- 救う――”Tokyo: Become Human”命篇（2018年5月、Detroit: Become Human公式サイト） - 高校生松島 役[60]
- 救わない――”Tokyo: Become Human”モノ篇（2018年5月、Detroit: Become Human公式サイト） - 高校生松島 役
- 3年A組-今から皆さんだけの、卒業式です-（2019年3月10日・17日、Hulu） - 瀬尾雄大 役[61]
- いとしのニーナ（2020年5月18日 - 7月6日、FOD） - 押川正行 役[62]
- 社畜OLちえ丸（2023年2月10日、Hulu） - 藤木リョウ 役[63]
- トラックガール（2023年7月19日、FOD） - 広川勘太 役[64]
  - トラックガール2（2025年5月17日 - 、FOD）[65]
- 僕の愛しい妖怪ガールフレンド（2024年3月22日、Amazon Prime Video）[66]
- 十角館の殺人（2024年3月22日、Hulu） - エラリイ 役[67][68]
- Love in The Air-恋の予感-（2024年11月3日、FOD） - 外丸大河 役
- 恋は闇 Huluオリジナルストーリー 第1話・第2話（2025年6月11日・18日、Hulu） - 夏八木唯月 役[69]

## 受賞歴
- 第19回TAMA NEW WAVE ベスト男優賞（『向こうの家』）[70]